# 25001 Пачеко
25001 Пачеко (25001 Pacheco) — астероїд головного поясу, відкритий 31 липня 1998 року.
Тіссеранів параметр щодо Юпітера — 3,282.